# Донгузловский природный заказник
Донгузловский природный заказник — государственный природный биологический заказник Челябинской области. Создан как зоологический видовой заказник для охраны водоплавающих птиц.

## География
Площадь заказника составляет 5973 гектара. Находится в Красноармейском районе Челябинской области, северо-восточнее города Челябинска примерно в 25-30 км в районе п. Луговой. Заказник расположен в лесостепной зоне с континентальным климатом — суровой морозной зимой и жарким сухим летом. Замерзание рек происходит в период с 20 по 25 октября, освобождение рек ото льда — в период с 15 по 20 апреля — срок появления основных гнездящихся видов водоплавающих птиц. Некоторые виды появляются значительно раньше других (например, кряквы, гуси и лебеди), первые особи — до вскрытия ото льда рек и озёр.

## Птицы
На территории заказника гнездятся: кряква, серая утка, красноголовый нырок, хохлатая чернеть, чирок-трескунок, чирок-свистунок и лысуха. На гнездовании отмечены: кудрявый пеликан, ходулончик, серый гусь, лебедь-шипун, лебедь-кликун, широконоска, серая цапля, большая выпь. На пролёте встречаются: белолобый гусь, пискулька, краснозобая казарка, шилохвость, свиязь. Из редких видов удавалось наблюдать: чернозобую гагару, савку, орлана-белохвоста, большого подорлика, большую белую цаплю, красноносого нырка,
чернозобика, золотистую ржанку.

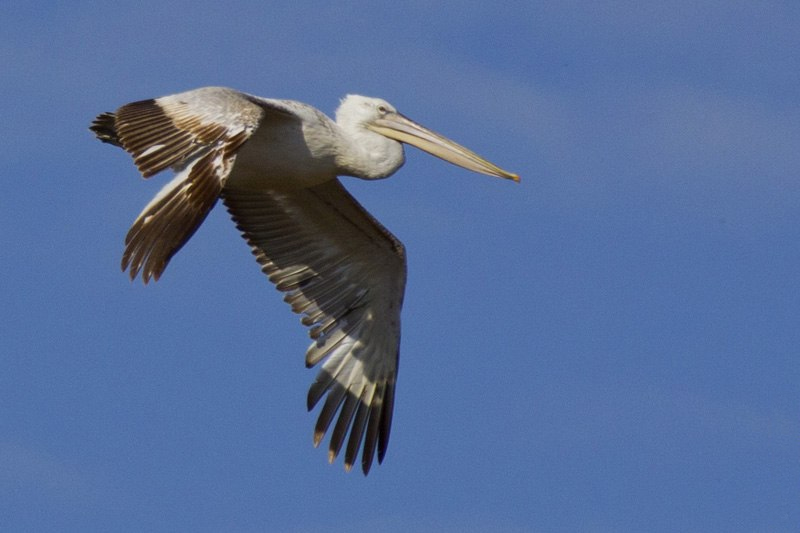
Кудрявый пеликан
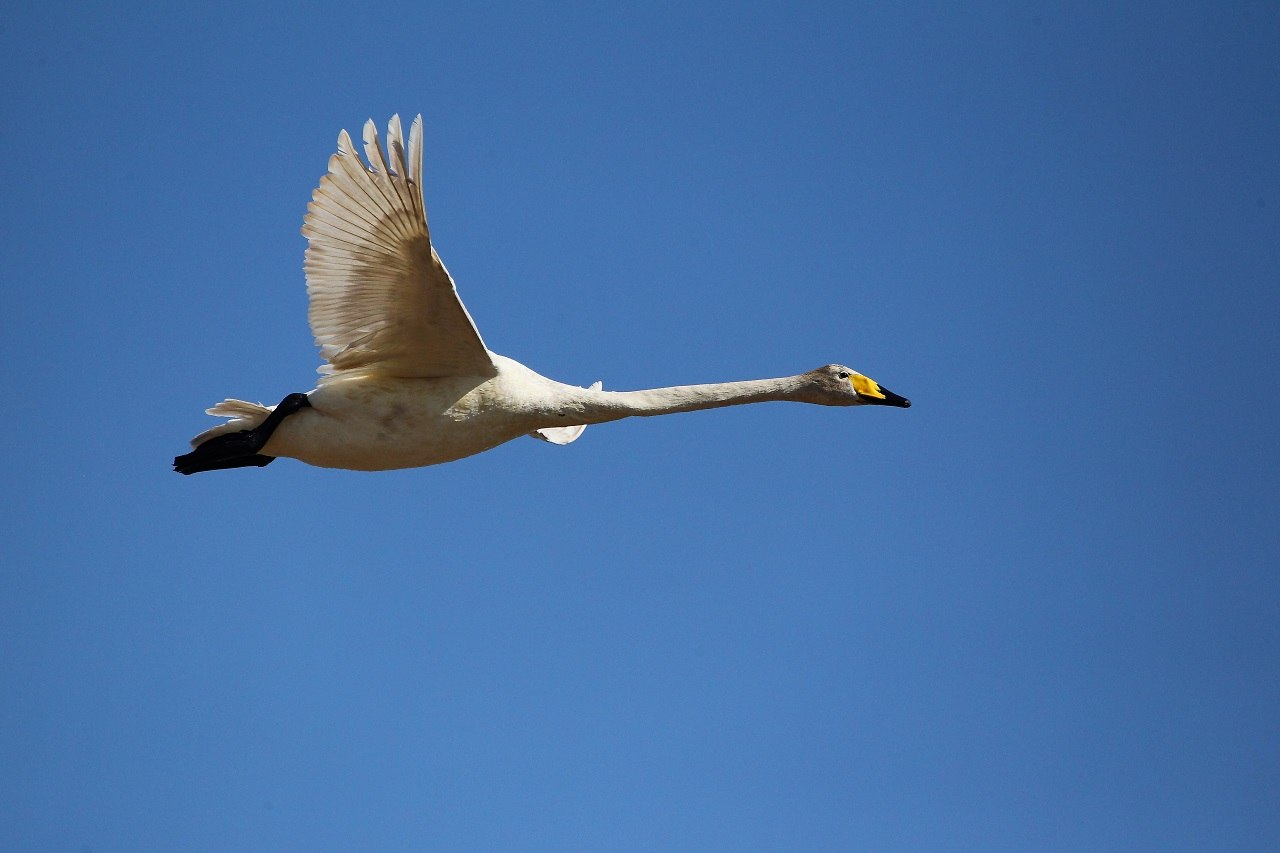
Лебедь-кликун

## Проблемы заказника
По территории заказника пролегает нефтепровод УБКУА (Усть-Балык — Курган — Уфа — Альметьевск). В заказнике разрешено движение транспорта для проведения работ на нефтепроводе. Присутствует браконьерство, регулярные весенние палы и бродячие собаки.

## Кудрявые пеликаны
В 2016 году энтузиасты, при помощи квадрокоптера, обнаружили две колонии кудрявого пеликана. В одной из колонии насчитывалось 196 взрослых особей, в другой 40.
Позднее удалось приблизится к одной из колоний и замерить глубину плес. Кроме этого были сделаны две панорамы, с северо-восточной и с юго-западной стороны заказника.

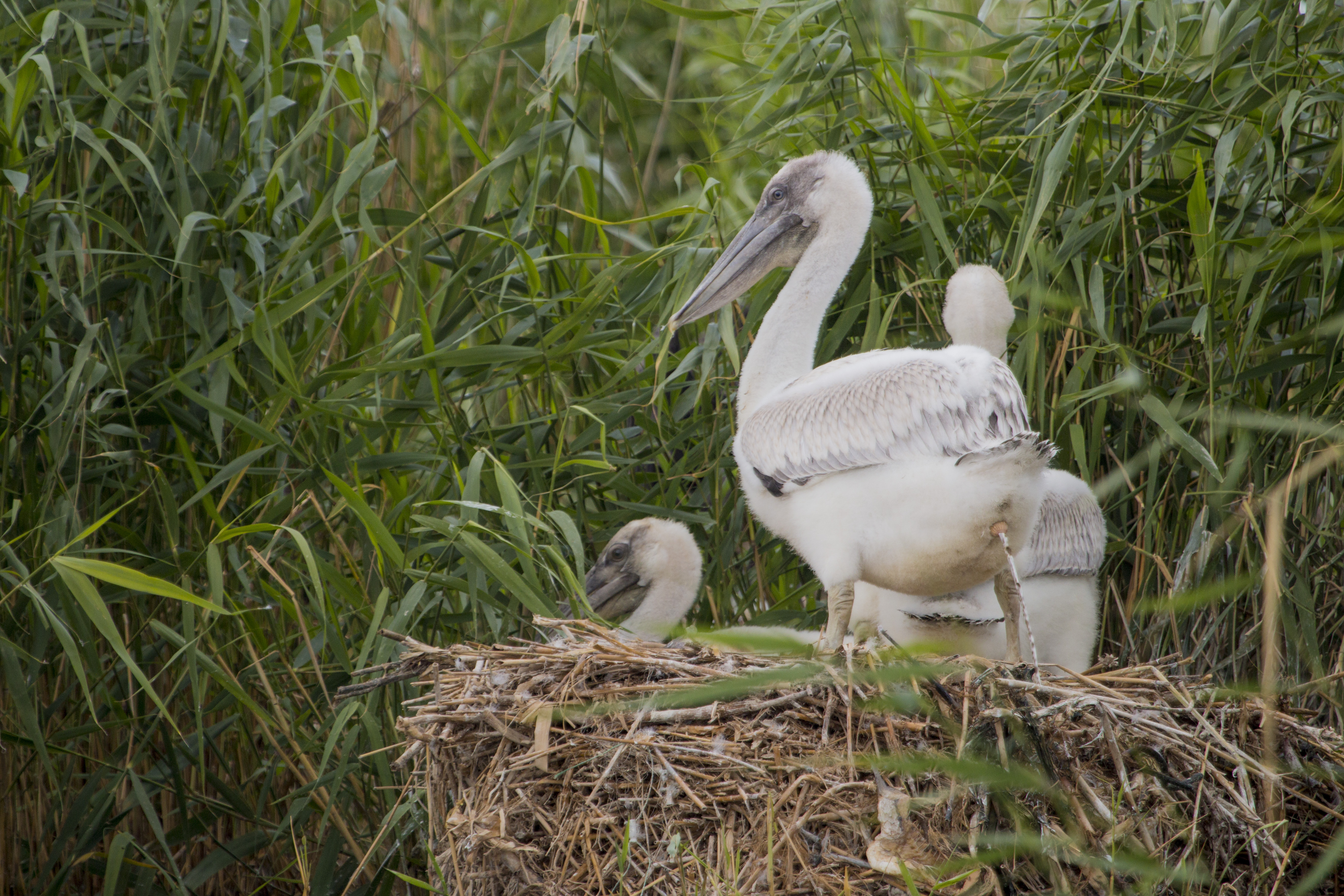
Птенцы кудрявого пеликана, Донгузловский природный заказник
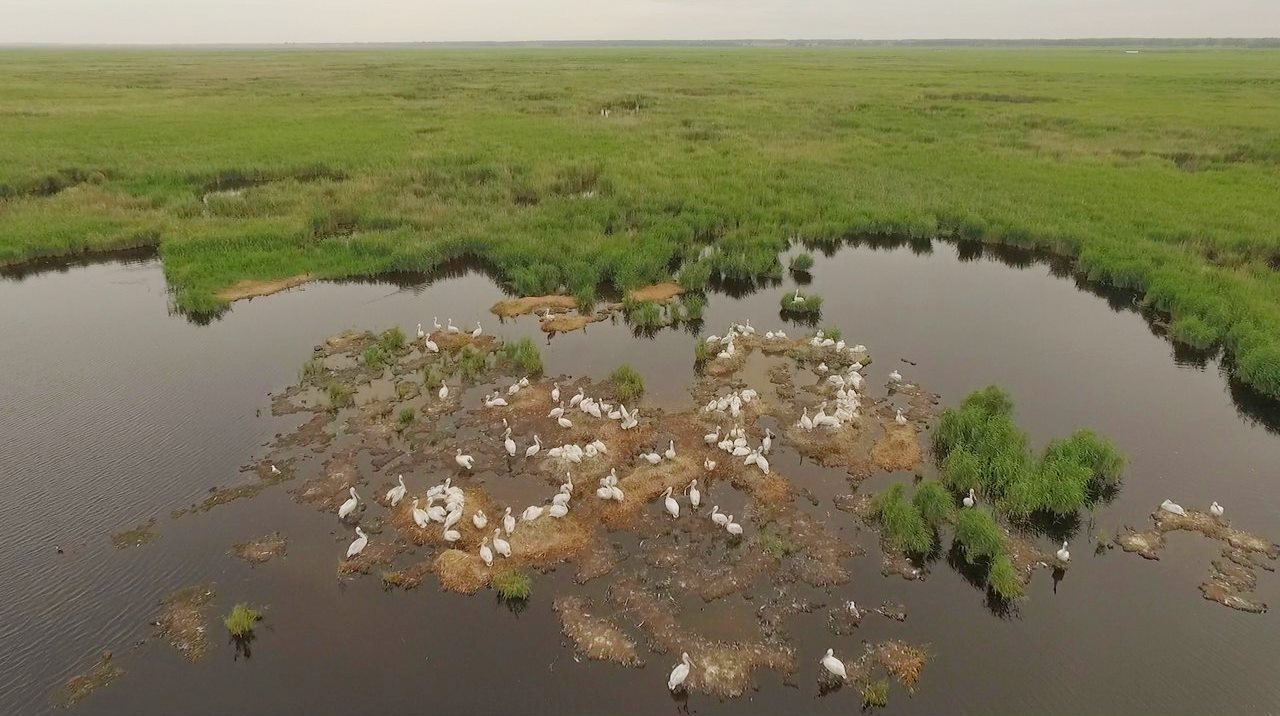
Донгузловский природный заказник
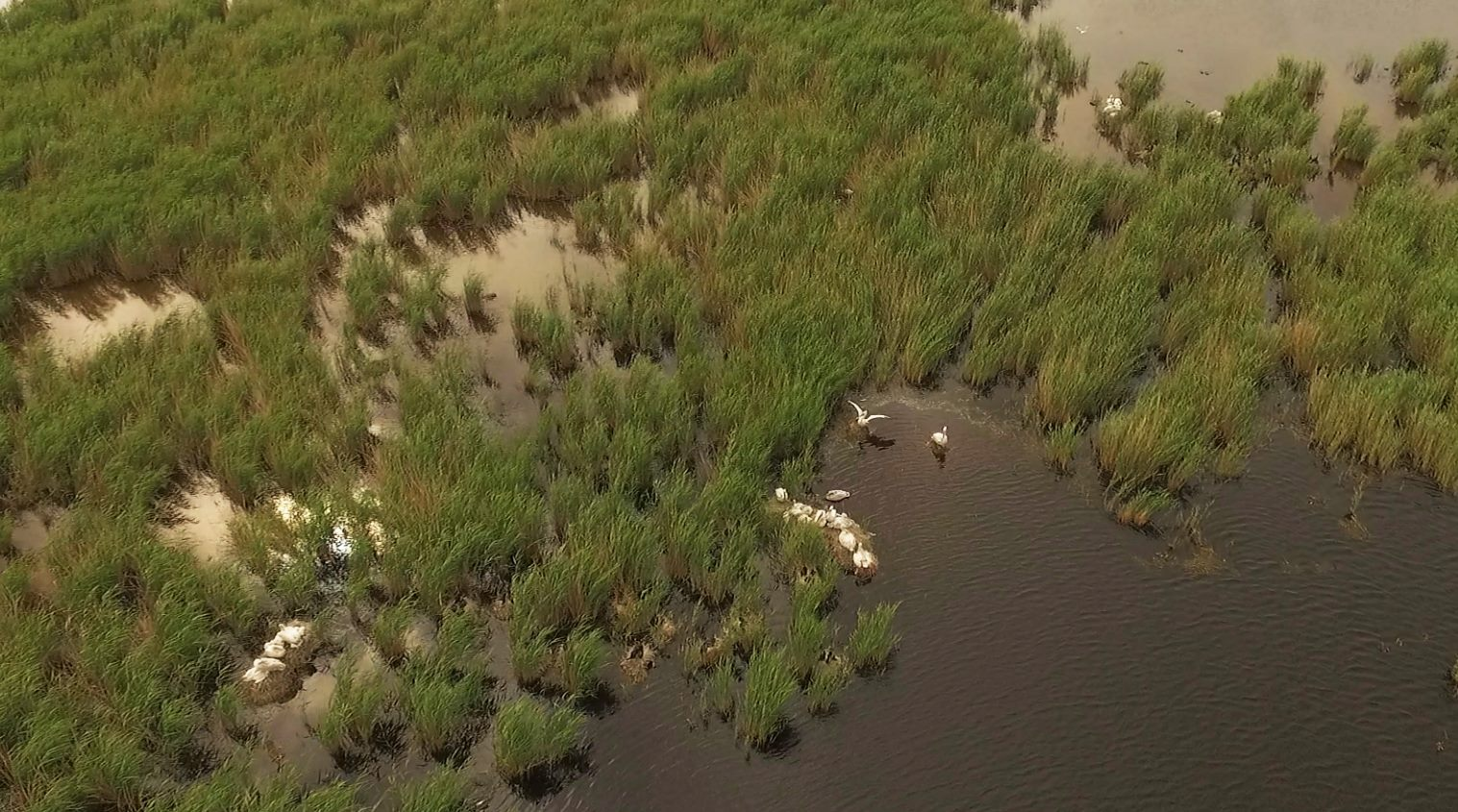
Донгузловский природный заказник